# Month of Photography Asia
Month of Photography Asia (aussi connu sous les noms de MOPA et de MOPAsia) est un festival international de photographie organisé à Singapour depuis 2002.
Le festival a pour objet la promotion de la photographie, aussi bien en tant qu'art qu'en tant qu'industrie de la création. Chaque année, un thème particulier est retenu par sa directrice, Shirlene Noordin, qui organise la présentation de travaux internationaux et de photographes singapouriens autour de ce thème.
Le thème pour 2011 était "Memory".

## Histoire

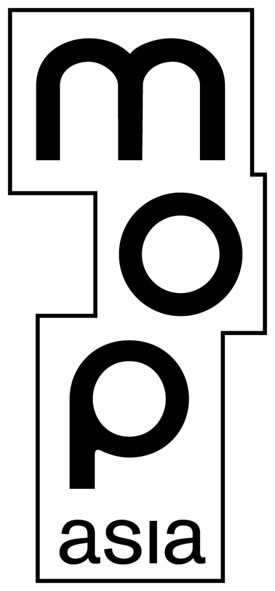
Logo de MOPAsia 2007 et 2008

Le festival a vu le jour en 2002 sous le nom de « Month of Photography in Singapore », à l'initiative conjointe de l'Alliance Française de Singapour et du Conseil national des arts de Singapore (National Arts Council). L'inauguration a eu lieu en présence de Jean-Luc Monterosso, directeur de la Maison européenne de la photographie.
L'agence Phish Communications a été sollicitée par l'Alliance Française pour piloter l'édition de 2003 du festival, puis celle de 2004, avant de devenir l'organisateur du festival en 2006.
En 2007, le festival a pris le nom de « Month of Photography Asia » (ou MOPAsia).

### Les thèmes annuels
À partir de 2004, un thème a été retenu pour structurer chaque édition du festival.
- 2004: Pop Culture
- 2006: Le Regard Documentaire
- 2007: Wanderings
- 2008: Still/Moving: Photography & Cinema [1]
- 2009: Engaging Asia [2],[3].
- 2010: Praxis
- 2011: Memory

### Out of Focus
En 2006, le festival a amorcé une série d'expositions collectives appelées Out of Focus consacrées aux jeunes photographes singapouriens qui n'ont pas encore réalisé d'exposition individuelle. La première édition a vu son commissariat d'exposition être assuré par le photographe singapourien Tay Kay Chin. Le commissariat des éditions suivantes d'Out of Focus a été effectué par Objectifs: Centre for Photography and Filmmaking.

### Programme en résidence
En 2008, le festival a engagé un programme d'accueil en résidence en partenariat avec  le Lasalle College of the Arts, avec le soutien de l'Ambassade de France. Alain Fleischer a été le premier photographe en résidence en 2008, suivi par Françoise Huguier en 2009.

### InsideOut
En 2009, le festival a inclus dans son programme InsideOut, un projet destiné à permettre au public de découvrir Singapour à travers le regard des travailleurs immigrés, dans le but de favoriser une connaissance mutuelle. a project that aims to allow the audience to see Singapore through the eyes of migrant workers to foster mutual understanding. Lancé la première fois en 2006 en conjonction avec le M1 Singapore Fringe Festival, le projet fut réactivé en 2009 pour MOPAsia sous l'intitulé InsideOut II  et poursuivi en 2010 sous l'intitulé InsideOut III . Des photographes bénévoles ont aidé des travailleurs immigrés à utiliser l'outil photographique pour documenter leur vie trop méconnue à Singapour.

### ICON de Martell Cordon Bleu photography award
En 2010, le festival inclut dans son programme le tout nouveau prix de photographie ICON de Martell Cordon Bleu. Ce prix, créé par Martell Cordon Bleu en conjonction avec le Month of Photography Asia vient honorer la carrière d'un photographe singapourien (ou résidant à Singapour). La première phase de la compétition a vu concourir treize photographes, parmi lesquels seuls trois (Francis Ng, Jing Quek et Sherman Ong) ont été retenus pour participer à la seconde phase. Le 17 juin 2010, le jury (comprenant notamment Martin Parr et Agnès de Gouvion Saint-Cyr) a annoncé que le prix (doté de 30 000 dollars singapouriens, de la publication d'un livre et d'un voyage en France, à Cognac) était remis à Sherman Ong,,.
En 2011, le prix a été attribué à Sean Lee.

## Faits et chiffres

### Invités internationaux
Le festival a reçu des invités du monde entier, soit pour une exposition, soit pour une conférence ou un séjour en résidence. En particulier :
- Keiichi Tahara, Jean-Christophe Ballot, Horst Wackerbarth and Marie-Laure de Decker en 2002
- Pierre & Gilles[9] En 2004
- Martin Parr en 2007
- Alain Fleischer, Abbas en 2008
- Steve McCurry[10],[11],[12], Françoise Huguier, Agnès de Gouvion Saint-Cyr, Bertrand Meunier en 2009
- Martin Parr, Agnès de Gouvion Saint-Cyr, Mattias Klum en 2010[13],[14],[15],[16],[17],[18],[19].
- Tim Page, Agnès de Gouvion Saint-Cyr en 2011.

### Liste des photographes exposés

#### Expositions individuelles
- Marc Riboud, Laure Bonduelle, Lucas Jodogne, Gilles Massot en 2002
- Pierre & Gilles en 2004
- Henri Cartier-Bresson, Robert Doisneau en 2006
- Martin Parr, Raymond Depardon en 2007
- Alain Fleischer[20], Sherman Ong, Sean Lee, Marcel Thomas en 2008
- Deanna Ng, Françoise Huguier, Steve McCurry, Marc Riboud[21], Bertrand Meunier en 2009
- Sherman Ong, Jing Quek, Francis Ng, Tay Wei Ling, Mattias Klum[22], Marcel Heijnen[23] en 2010

#### Expositions collectives
- William Klein, Helmut Newton, Frank Horvat, en 2002.
- Édouard Boubat, Henri Cartier-Bresson, Willy Ronis, Robert Doisneau, Bey Hua Heng, Foo Tee Jun, Goh Peng Seng, Eric Goh Wee Seng, Lee Tiah Khee, Tan Lip Seng, en 2002.
- Denis Roche, Mary-Ann Teo en 2002.
- Alejandra Figueroa, Martial Cherrier, Koos Breukel, Anne Favret, Patrick Manez, Gilbert Garcin, Pepijn Provily, Liza Ryan, Mark Segal, Eulalia Vallderosa, Céline Van Balen, en 2002
- Candice Koh, Tan Ngiap Heng, Tay Kay Chin, Wee Kheng-Li, Terence Yeung, dans le cadre de l'exposition Young Singaporean Photographers en 2002.
- Ken Seet, Gilles Massot, Jean-Christophe Ballot, Sha Ying, dans le cadre de l'exposition Facets en 2002.
- Ernest Goh, Ming, Terence Yeung, Ken Seet, Wee Kheng-Li, Mable Lee, pour l'exposition collective Mini MOP en 2003.
- Ernest Goh, Ming, Sherman Ong, Tay Kay Chin, Chua Chye Teck, Wee Kheng-Li, Lim Kok Boon, Gilles Massot, Franck Pinckers, Tan Ngiap Heng, Terence Yeung, pour l'exposition Singapore Pop Shots en 2004.
- Orlan, Denis Darzacq, Natacha Lesueur, Pascal Monteil, Bettina Rheims, Jean-Paul Goude, Pierre & Gilles pour l'exposition Pop Culture en 2004.
- André Kertész, Willy Ronis, Gabriel Loppé, Keiichi Tahara, Jean-Luc Moulène, Édouard Boubat, Philippe Grunchec, Claude Dityvon, Jean-Christophe Ballot, Brassaï, Jean-Claude Gautrand, Marc Riboud, Holger Trulzsch, Thérèse Bonney, Lucien Hervé, Mimmo Jodice, Michael Kenna, Jean-Paul Charbonnier, Godefroy Ménanteau, Frank Horvat, Henri Manuel, Paul Géniaux, Jan Auvigne, Jean-Jacques Salvadot, René-Jacques, Marin Kasimir, Martine Franck, Pierre Jahan, Eugène Atget, Jürgen Nefzger, William Klein, Izis, Michel Séméniako, Ruth Mayerson-Gilbert, Bogdan Konopka, Suzanne Doppelt, Jean-Loup Sieff, Marie-Paule Nègre, pour l'exposition Objectif Paris en 2007
- Robert Capa, René Burri, Werner Bischof, Eve Arnold, Philippe Halsman, Dennis Stock, Bruce Davidson, Elliott Erwitt, Burt Glinn, David Hum, Erich Lessing, Inge Morath, Bruno Barbey, Nicolas Tikhomiroff, Herbert List, Ferdinando Scianna, Guy Le Querrec, Constantine Manos, Erich Hartmann, David Seymour, W. Eugene Smith, John Vink, Harry Gruyaert pour l'exposition Magnum Cinema en 2008
- Bertrand Meunier, Jiang Jian, Xing Danwen, Johann Rousselot, Samuel Bollendorff, Thierry Girard, Mu Chen & Shao Yinong pour l'exposition Changing Asia en 2009

La série d'expositions Out of Focus, a notamment présenté comme photographes émergents :
- Terence Tay, Julia Nah, Joe Nair, Soyun Lee, Teo Chee Sern, en 2006
- Matthew Teo, Sha Ying en 2007
- Geoffrey Pakiam, Gozde Zehnder, Ng Sze Kiat, Chen Shi Han en 2008
- Then Chih Wey, Dyn, Jean Loo en 2009

### Partenaires
Le festival a travaillé en collaboration étroite avec la Maison européenne de la photographie (MEP) la première année puis a développé des partenariats avec de grandes agences de presse comme Magnum Photos et Rapho, ainsi qu'avec la  Fondation Henri Cartier-Bresson  et le Fonds national d'art contemporain (FNAC) de Paris. Il travaille aussi localement avec le National Arts Council (NAC) de Singapour, le Singapore Arts Festival, le Lasalle College of the Arts et Objectifs: Centre for Photography and Filmmaking, Migrant Voices. Il a également sollicité régulièrement les représentations diplomatiques de pays étrangers comme l'ambassade des États-Unis, l'ambassade de Grande-Bretagne, l'ambassade de Suède et l'ambassade de France à Singapour,,,.

### Audience
- 12 000 visiteurs en 2002
- 35 000 en 2004
- 36 800 en 2006
- 40 900 en 2007
- 44 400 en 2008
- 45 500 en 2009
- 47 200 en 2010